# کوپنگتسا
کوپنگتسا (به لهستانی:  Kopnica) یک روستا در لهستان است که در گمینا داروووو واقع شده‌است.
 کوپنگتسا  ۱۲۰ نفر جمعیت دارد.